# 安乐业

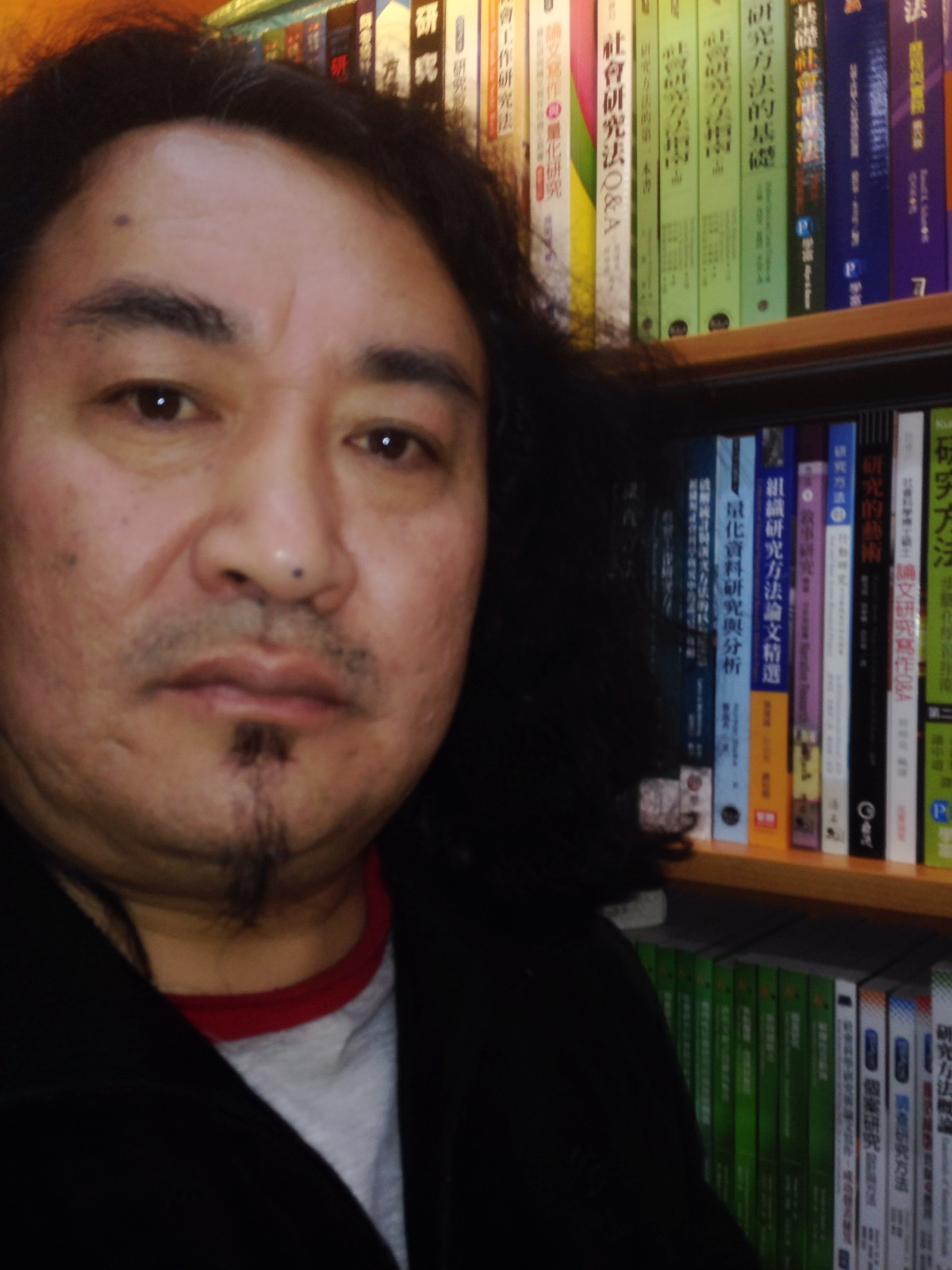
安乐业

安乐业（藏語：ལྷ་སྡེ་གནམ་ལོ་ཡག，威利转写：lha sde gnam lo yag，1970年—），笔名东赛（藏語：ལྡོང་སྲས，威利转写：ldong sras，英文使用Namloyak Dhungser的拉丁字母转写）藏族，生于中国青海省海南藏族自治州兴海县唐乃亥乡（古为拉德部落所在地）。澳大利亚作家。

## 生平
1970年，出生于文化大革命中的今兴海县唐乃亥乡，自幼在大草原上长大。1981年到1984年，在唐乃亥乡沙那村寄宿学校念小学。1984年到1987年，在兴海县民族中学念初中。1987年到1989年，在海南藏族自治州民族师范学校中专（高中）学习。1989年到1992年，在民族师范高等专科学校学习。1992年7月，从青海民族师范高等专科学校藏语系毕业。1992年到1993年，在兴海县教育局任职。1989年至1993年期间，安乐业在藏文报刊和杂志上发表过诗及散文数十篇。1993年5月9日，被青海省国家安全部门逮捕。后来人民法院以“分裂国家罪”判处其有期徒刑。1997年11月14日，刑满释放。1999年3月，流亡印度。
1999年5月1日至2005年3月31日，为自由撰稿人兼西藏流亡政府西藏问题研究中心专家所特邀研究员，从事“藏中边界史”研究。同时，在《民主论坛》上设有中文诗专栏。在此期间，撰写诗及评论（双语）100多万字，翻译350万字左右。2005年4月1日至2007年5月13日，任国际声援西藏运动驻达兰萨拉高级研究员。2007年5月14日，赴澳大利亚求学、打工。同时继续写作、研究，主持个人博客。2007年5月16日，安乐业在中国网站藏人文化网（页面存档备份，存于）开设的博客《东赛返乡》被删除。从主编事先事后不答复的情况看，删除的背后似乎是中国政府。2009年至2016年，安乐业无薪担任国际藏学论坛主编。
2012年11月初，同流亡政府长期不和的阿沛·晋美被突然解除自由亚洲电台藏语部主任职务，在海外藏人中引发争议。自由亚洲电台常年顾问莫拉·莫伊尼汉（Maura Moynihan）称此为“丑闻”，安乐业称此为“闹剧”。安乐业还撰文表示，阿沛·晋美遭到解雇的主因是其“担任自由亚洲藏语部主任以来，向独立派人士和反对声音提供讲台”。安乐业认为，“这个理由相当荒谬，其意思是自由亚洲电台藏语部除了支持‘中道’的言论之外不许广播其它声音。”该事件“是东方根深蒂固的一言堂欲望和西方法治观念的一次较量，更有意义的是在享有民主圣地之称的美国为舞台，向人们展示了一种死灰复燃的闹剧。毋庸置疑，如果这台闹剧成功了，这就是人类社会的一大悲剧，也是藏人留给世界的一大最丑陋的遗产之一。”
2013年，安樂業與流亡海外的中國作家兼法學家袁紅冰在《殺佛——十世班禪大師蒙難真相》一书中讚許十世班禪是當代西藏佛教復興運動、西藏文化復興運動、西藏復國運動的精神領袖和發起人。他們根據史料與訪查包括太子黨相關成員而認為十世班禪死於中國共產黨的政治暗殺，稱這場行動經鄧小平拍板，並交辦給時任中共中央辦公廳主任溫家寶、中共西藏自治區黨委書記胡錦濤、中国共青團西藏自治區委副書記胡春華。該書並批判中共政策下藏人亡教滅種的文化危機。

## 著作
- 诗集《诗囚集》（系西藏第一部狱中诗集）。1999年12月，印北达萨
- 汉译诗集《雪被燃烧的夜晚（页面存档备份，存于）》（另译《城》）。2005年，亚洲民主基金会。
- 政论集《人主张一瞥（页面存档备份，存于）》（中文评论集）。2005年，亚洲民主基金会。
- 政论集《真相促和谈—追踪记录达赖喇嘛特使第三度中国之行（页面存档备份，存于）》。2004年，亚洲民主基金会。
- 翻译《名为西藏的诗》（唯色著/藏文版合译）。2007年，综合文化编辑中心。
- 藏学类《桑多研究》（藏文评论）， 2010年12月，桑多藏文网出版。
- 藏学类《深度透视藏人自焚—图伯特焚身抗议运动的来龙去脉（页面存档备份，存于）=2017年12月》（中文）， 2013年7月，秀威资讯科技股份有限公司。
- 安乐业、袁红冰《殺佛：十世班禪大師蒙難真相（页面存档备份，存于）》（台北：亞太政治哲學文化出版有限公司，2013年11月）
- 藏学类《國際藏學史導論（页面存档备份，存于）》（中文）， （台北：亞太政治哲學文化出版有限公司，2016年5月）
- 藏史类《西藏 复国 VS 亡国 （页面存档备份，存于）(1951-2021)（中文）， （台北：亞太政治哲學文化出版有限公司，2021年10月）
- 《西藏自由之火 （页面存档备份，存于）（英文，联合翻译/编辑 Joshua Esler 博士）.（美国：Lexington Books，2024年6月）
- 《讲述丹增德勒仁波切蒙难真相》（尼玛拉姆口述/中文版翻译）。2025年7月在达兰萨拉出版。